# Ley antitabaco de Chile
La Ley N° 19.419, que regula actividades que indica relacionadas con el tabaco, más conocida como Ley del tabaco, es una ley chilena que regula y restringe el consumo, venta y publicidad de productos hechos con tabaco, intentando reducir así los niveles de tabaquismo en Chile. Fue promulgada por el presidente Eduardo Frei Ruiz-Tagle el 22 de septiembre de 1995 y publicada en el Diario Oficial el 9 de octubre del mismo año.
La Ley N° 19.419 fue modificada sustancialmente por la Ley N° 20.660, conocida como Nueva ley del tabaco, promulgada durante el primer gobierno del presidente Sebastián Piñera el 1 de febrero de 2013 y publicada el 8 de febrero del mismo año, estableciendo una nueva regulación en materia de ambientes libres de humo de tabaco.

## Antecedentes
Dentro de las primeras regulaciones respecto a la publicidad de tabaco en medios de comunicación se encuentra el Decreto 106 del Ministerio de Salud de Chile, publicado el 19 de mayo de 1981 y que entró en plena vigencia el 19 de noviembre del mismo año, en el cual se establecía la obligatoriedad de insertar la frase «"ADVERTENCIA: El tabaco es dañino para la salud. Ministerio de Salud"» al final de los anuncios televisivos, los anuncios radiales y en las publicidades impresas. Dicha frase fue reemplazada en 1986 por la inscripción «ADVERTENCIA "El tabaco puede producir cáncer". Ministerio de Salud-CHILE», la cual entró en vigencia en marzo de 1987.

## Contenido

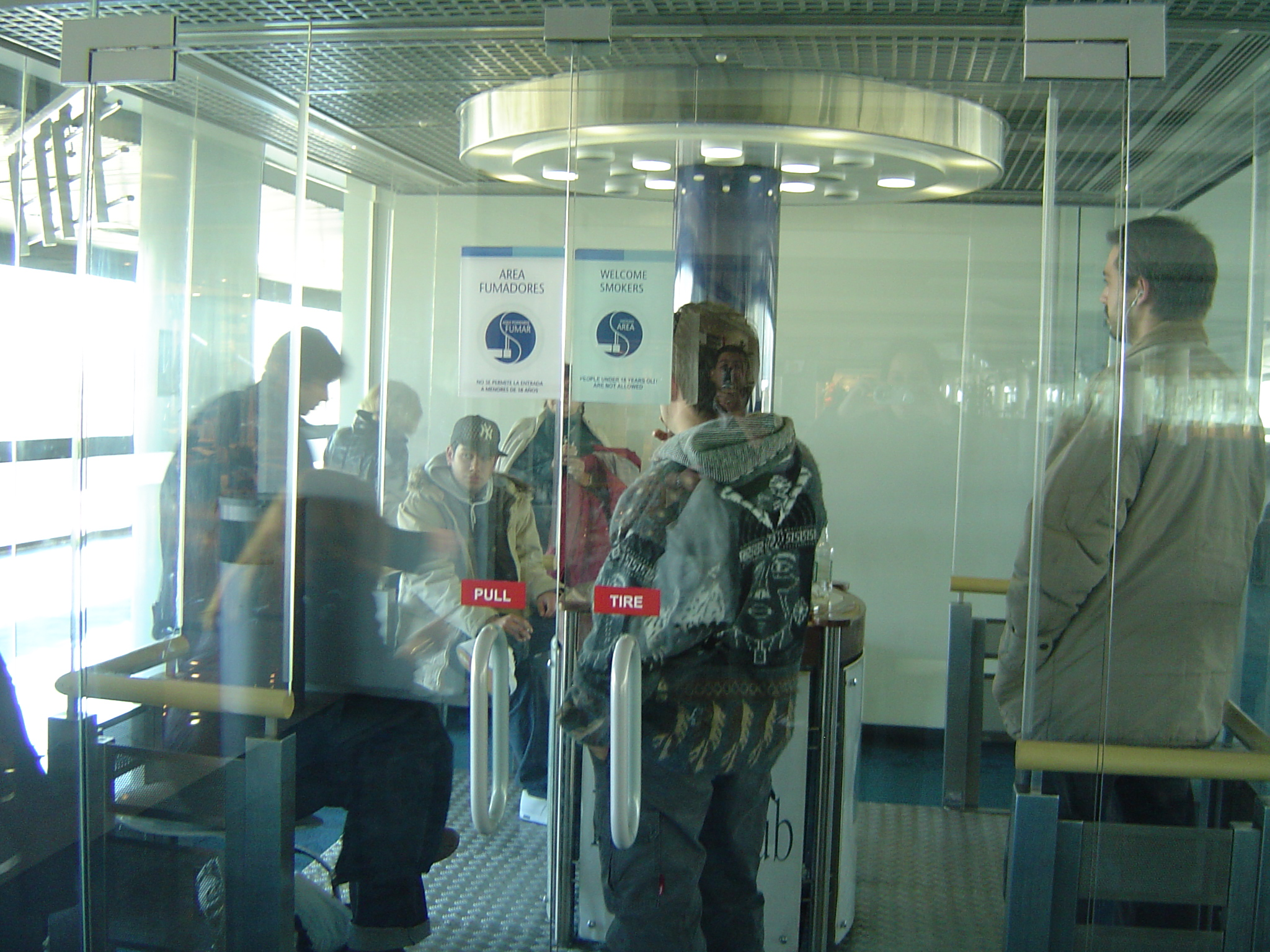
Cubículo de fumadores en el Aeropuerto de Santiago en agosto de 2007. Con la vigencia de la nueva ley N°20.660, este tipo de espacios quedó totalmente prohibido.

El proyecto de ley ingresó como moción de los senadores Mariano Ruiz-Esquide, Nicolás Díaz y Vicente Huerta Celis. Esta norma estableció que la edad mínima para el consumo del tabaco es de 18 años, y prohíbe la venta de cigarrillos a menos de 100 metros de distancia de establecimientos escolares.
La Ley N° 20.660  presentada como mensaje por el presidente Sebastián Piñera y promulgada el 1 de febrero de 2013, prohíbe el consumo de tabaco en lugares cerrados que sean accesibles al público o de uso comercial colectivo, entendiendo lugar cerrado como «aquel espacio cubierto por un techo o cerrado entre una o más paredes o muros, independientemente del material utilizado, de la existencia de puertas o ventanas y de que la estructura sea permanente o temporal». De este modo, se modificó la norma anterior, que permitía el consumo de tabaco en lugares cerrados habilitados especialmente para fumadores.
La ley prohíbe toda forma de publicidad de productos del tabaco, así como el consumo o promoción de su consumo en programas de radio y televisión que sean emitidos en directo en horario de menores.

## Reglamentos
El Decreto Nº 18 del Ministerio de Salud, del 10 de enero de 1997, que contiene el reglamento complementario de la ley, dispuso que los programas de estudio de los diversos niveles educacionales (Básica y Media) deben incorporar objetivos y contenidos destinados a la enseñanza a los alumnos sobre los beneficios de no fumar y el daño que produce este hábito en la salud física y mental de las personas, especificando los distintos tipos de enfermedades que la inhalación del tabaco en combustión genera y las consecuencias físicas y psíquicas de éstas.
El Decreto Nº 49 del Ministerio de Salud, del 24 de agosto de 2012, regula la advertencia sanitaria para los envases de productos hechos de tabaco (como cigarros).